# تپه گله گه
تپه گله گه مربوط به هزاره دوم - دوره اشکانیان است و در شهرستان شوشتر، روستای گله گه واقع شده و این اثر در تاریخ ۲۲ آذر ۱۳۵۵ با شمارهٔ ثبت ۱۳۰۲ به‌عنوان یکی از آثار ملی ایران به ثبت رسیده است.